# カラカス地下鉄1号線
カラカス地下鉄一号線（カラカスちかてついちごうせん、Metro de Caracas Línea 1）は、ベネズエラのカラカスで1983年から営業しているカラカス地下鉄の路線である。カラカスの中心市街を貫き、都市圏を東西に走る。西の丘陵で一部地上を走る。

## 歴史

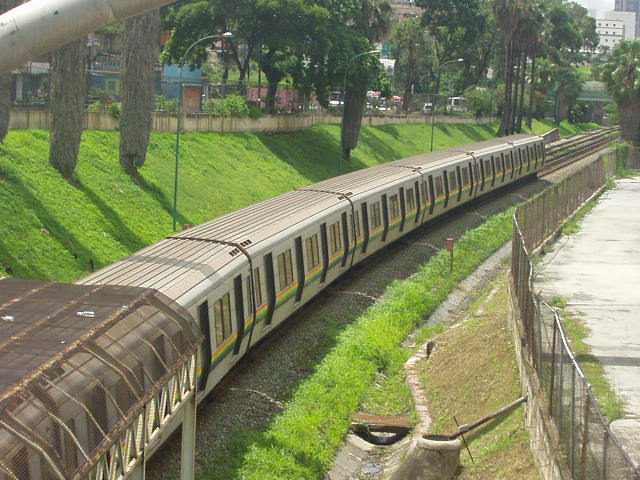
地上部を走る車両（2004年6月）

1983年1月2日、ベネズエラとカラカスの最初の地下鉄として開業した。当初の区間は西はプロパトリアから東はラ・オジャーダまでの8駅であった。同年3月には東にチャカイートまで7駅が追加された。1988年4月23日には東にロス・ドス・カミーノス駅まで伸び、1989年11月19日にパロ・ベルデ駅まで伸びた。

## 利用状況
新旧（東西）の中心市街と、その東西の郊外の住宅地を結ぶ。利用客数は四路線の中でもっとも多い。

## 接続路線
- カラカス地下鉄二号線: エル・シレンシオ駅で構内乗り換え
- カラカス地下鉄三号線: プラサ・ベネスエラ駅
- カラカス地下鉄四号線: プラサ・ベネスエラ駅

## 駅一覧
プロパトリア駅 - ペレス・ボナルデ駅 - プラサ・スクレ駅 - ガト・ネグロ駅 - アグア・サルー駅 - カーニョ・アマリージョ駅 - カピトリオ駅 - ラ・オジャーダ駅 - パルケ・カラボボ駅 - ベジャス・アルテス駅 - コレヒオ・デ・インヘニエーロス駅 - プラサ・ベネスエラ駅 - サバナ・グランデ駅 - チャカイート駅 - チャカオ駅 - アルタミラ駅 - パルケ・デル・エステ駅 - ロス・ドス・カミーノス駅 - ロス・コルティホス駅 - ラ・カリフォルニア駅 - ペターレ駅 - パロ・ベルデ駅